# Plenamar
La plenamar en el moviment de la marea és l'augment màxim del nivell de l'aigua de la mar. La diferències entre dues plenamars és de 12 hores i 25 minuts. La diferència de nivell entre la plenamar i la baixamar amb un màxim de 30 centímetres és quasi imperceptible al mediterrani però pot atènyer fins fins a divuit metres a certes costes de l'oceà Atlàntic amb canvis del paisatge espectaculars i la creació de biòtops particulars. Les plenamars de més amplitud, causades per una constel·lació particular de la lluna, el sol i el vent són anomenades marees vives.

## En les arts
- Plenamar (2011), curtmetratge de Joan Carles Martorell, escrit per Laia Ordóñez, primer premi al Certamen Cortogenia 2012.[4]